# Ferdinand I av Portugal
Ferdinand I av Portugal, född 31 oktober 1345, död 22 oktober 1383, var en monark (kung) av Portugal. Han var andre son, den äldste levande, till Peter I av Portugal och hans maka Constance av Peñafiel. Han efterträdde sin far som regent 1367.

## Biografi
När Peter I av Kastilien dog 1369 gjorde Ferdinand anspråk på tronen i egenskap av ättling till Sancho IV av Kastilien på spinnsidan. Som konkurrenter om detta anspråk hade han kungarna av Aragonien respektive Navarra, och så småningom Hertigen av Lancaster Johan av Gent, som 1370 gift sig med Constanza av Kastilien, Peters äldsta dotter.
Under tiden hade emellertid Henrik II av Kastilien, Peters utomäktenskaplige bror som besegrat honom, övertagit kronan. Efter en eller två resultatlösa kampanjer var alla parter beredda att acceptera medling av påven Gregorius XI. Villkoren, som ratificerades 1371, innebar bland annat att Ferdinand skulle gifta sig med Eleonora av Kastilien. Innan äktenskapet hann ingås hade dock Ferdinand blivit passionerat förälskad i Leonor Telles de Menezes, hustru till en hovman. Efter att ha lyckats få det äktenskapet upplöst gifte han sig 1371 med henne.
Detta anmärkningsvärda beteende ledde visserligen till ett allvarligt uppror i Portugal, men orsakade inte omedelbart något krig med Henrik. Det skenbara lugnet stördes dock av att Hertigen av Lancaster intrigerade för att övertala Ferdinand att ingå en hemlig överenskommelse att störta Henrik från tronen. Kriget som följde var resultatlöst, och fred slöts igen 1373. När Henrik dog 1379 förde Hertigen av Lancaster åter sina krav på tal, och fann en allierad i Portugal. Att döma av de kontinentala krönikörerna var dock engelsmännen lika offensiva mot sina allierade som mot sina fiender, varför Ferdinand själv 1382 slöt fred i Badajoz. I freden stipulerades att Beatrice, Ferdinands dotter och arvtagerska, skulle gifta sig med Johan I av Kastilien och på så sätt förena de två kungadömena.
Ferdinand hade ingen manlig arvinge då han dog, den 22 oktober 1383. Villkoren från freden i Badajoz bröts, och Johan, stormästare av Avizorden, Ferdinands utomäktenskaplige halvbror, gjorde anspråk på tronen. Detta ledde till en period av anarki 1383–1385. 1385 blev så Johan den förste kungen av ätten Aviz, Johan I av Portugal.

## Barn
Med hustrun Leonor Telles de Menezes fick han två söner, som båda dog som spädbarn, och en dotter, Beatrice av Portugal.
Med en okänd kvinna fick han en utomäktenskaplig dotter, Isabella (sedermera grevinna av Gijón och Noreña).